# Absolutni odklon
Absolutni odklon je v statistiki absolutna razlika med izbrano spremenljivko in drugo izbrano točko. Praviloma to pomeni absolutno razliko med spremenljivko in aritmetično sredino ali mediano njene statistične populacije.
{\displaystyle |D|=|x_{i}-{\overline {x}}|}
kjer je |D| absolutni odklon, xi izbrana spremenljivka in {\displaystyle {\overline {x}}} aritmetična sredina
Povprečni absolutni odklon pa predstavlja povprečje absolutnih odklonov vseh spremenljivk v populaciji.
{\displaystyle PO_{x}={\frac {\sum _{i=1}^{n}|x_{i}-{\overline {x}}|}{N}}}
kjer je POx povprečni absolutni odklon, xi posamezne spremenljivke, {\displaystyle {\overline {x}}} aritmetične sredina populacije in N število vseh enot v populaciji
Za vrednost povprečnega absolutnega odklona je pomembna izbira srednje vrednosti, in sicer glede na namen računanja. Končne vrednosti se namreč razlikujejo po spodnjem zgledu:
| Srednja vrednost        | Povprečni absolutni odklon                                                |
| Aritmetična sredina = 5 | {\displaystyle {\frac {\|2-5\|+\|2-5\|+\|3-5\|+\|4-5\|+\|14-5\|}{5}}=3.6} |
| Mediana = 3             | {\displaystyle {\frac {\|2-3\|+\|2-3\|+\|3-3\|+\|4-3\|+\|14-3\|}{5}}=2.8} |
| Modus = 2               | {\displaystyle {\frac {\|2-2\|+\|2-2\|+\|3-2\|+\|4-2\|+\|14-2\|}{5}}=3.0} |